# Joe Fortenberry
Joseph „Joe” Cephis Fortenberry (ur. 1 kwietnia 1911 w Slidell, zm. 3 czerwca 1993 w Amarillo) – amerykański koszykarz, złoty medalista letnich igrzysk olimpijskich w Berlinie.